# Molpadia triforia
Molpadia triforia is een zeekomkommer uit de familie Molpadiidae.
De wetenschappelijke naam van de soort werd in 1964 gepubliceerd door Gustave Cherbonnier.